# We Gyaltore Taknye
We Gyaltore Taknye (tibétain : དབའས་རྒྱལ་ཏོ་རེ་སྟག་སྙ, Wylie : dbavas rgyal to re stag snya) ou We Gyaltore, appelé en chinois Jie Duna (chinois simplifié : 结都那 ; chinois traditionnel : 結都那 ; pinyin : Jié Dūnà), décédé en 842, est un homme politique et un officier de l'Empire du Tibet.  Il est lönchen (བློན་ཆེན་, blon chen, lönchen, chancelier du Tibet) de 836 à 842.
Il a été nommé Lönchen sous le règne de Tri Ralpachen. Ce dernier s'est engagé au Bouddhisme et a laissé toutes ses affaires politiques à Banchenpo ( Wylie : ban chen po, « ministre moine ») Dranga Palkye Yongten.